# مدیوگوریه
مدیوگوریه (به لاتین: Medjugorje) یک منطقهٔ مسکونی در بوسنی و هرزگوین است که در استان هرزگوین-نرتوا واقع شده‌است. مدیوگوریه ۲٬۳۰۶ نفر جمعیت دارد.

## خواهرخوانده
شهر پوجیو سان مارچلو خواهرخواندهٔ مدیوگوریه هست.